# Wingendorf (Bahretal)
Wingendorf ist ein Ortsteil von Bahretal im Landkreis Sächsische Schweiz-Osterzgebirge.

## Geographie
Wingendorf liegt südöstlich der sächsischen Landeshauptstadt Dresden im Süden der Gemeinde Bahretal, die sich wiederum im Zentrum des Landkreises Sächsische Schweiz-Osterzgebirge befindet. Der Ort liegt auf der Nordabdachung des östlichen Erzgebirges im Elbtalschiefergebiet. Die Ortslage befindet sich in einem Tal längs des Wingendorfer Bachs, der nördlich des Ortes in die Bahre mündet, die weitgehend die natürliche Ostgrenze der Wingendorfer Flur bildet.
Wingendorf ist ein einseitiges Waldhufendorf, die ortsbildprägenden Dreiseithöfe befinden sich alle auf der östlichen Straßenseite. Entsprechend ziehen sich die Waldhufen auf der orografisch rechten Seite des Wingendorfer Bachs über einen Höhenrücken bis zur Bahre. Randbereiche der Gemarkung sind bewaldet, insbesondere im äußersten Norden an den Hängen des Bahretals sowie im Süden das sogenannte Heidenholz. Ein großer Teil der 286 Hektar umfassenden Flur dient landwirtschaftlichen Zwecken.
Mit dem nordwestlich benachbarten Bahretaler Ortsteil Göppersdorf bildet Wingendorf seit jeher ein Doppeldorf. Mit Gersdorf im Nordosten grenzt ein weiterer Bahretaler Ortsteil an. Benachbart sind außerdem die Bad Gottleuba-Berggießhübler Ortsteile Börnersdorf im Süden und Bad Gottleuba mit der Flur Ober- u. Niederhartmannsbach im Osten.
Die wichtigste und letztlich auch einzige Straße auf Wingendorfer Flur ist die in Nord-Süd-Richtung verlaufende Kreisstraße 8757, die Gersdorf über Wingendorf mit Börnersdorf verbindet. Knapp westlich der Flur verläuft außerdem die Bundesautobahn 17 von Dresden nach Prag; die nächste Anschlussstelle befindet sich reichlich zwei Kilometer südlich in Börnersdorf (Abfahrt Bad Gottleuba). Wingendorf ist an das Busnetz des Regionalverkehrs Sächsische Schweiz-Osterzgebirge (RVSOE) angeschlossen.